# 唐翰题
唐翰题，浙江嘉兴人，是一名清朝政治人物。廪贡生出身。
唐翰题曾于1865年接替袁铎任青浦县知县一职，1866年由钱宝传接任。